# Бахрайч
Бахрайч (англ. Bahraich, хинди बहराइच) — город на севере Индии, в штате Уттар-Прадеш, административный центр одноимённого округа.

## География
Город находится на севере Уттар-Прадеша, к востоку от реки Гхагхры, на высоте 125 метров над уровнем моря.
Бахрайч расположен на расстоянии приблизительно 90 километров к северо-востоку от Лакхнау, административного центра штата и на расстоянии 435 километров к востоку-юго-востоку (ESE) от Нью-Дели, столицы страны.

## Демография
По данным официальной переписи 2011 года численность населения города составляла 186 241 человека, из которых мужчины составляли 52,9 %, женщины — соответственно 47,1 %. Уровень грамотности взрослого населения составлял 65,8 %. Уровень грамотности среди мужчин составлял 67,5 %, среди женщин — 63,9 %. 12,3 % населения составляли дети до 6 лет.
Динамика численности населения города по годам:
| 1991    | 2001    | 2011    |
| ------- | ------- | ------- |
| 135 400 | 168 376 | 186 241 |

## Экономика и транспорт
Город является центром торговли сельскохозяйственной продукцией и древесиной. В его окрестностях выращивают рис, кукурузу, пшеницу и нут.

Сообщение Бахрайча с другими городами Индии осуществляется посредством железнодорожного и автомобильного транспорта.
Ближайший аэропорт расположен в городе Непалгандж (Непал).

## Достопримечательности
- Гробница Саида Салара Масуда.